# Dunsborough
Dunsborough är en ort i Australien. Den ligger i kommunen Busselton och delstaten Western Australia, omkring 200 kilometer söder om delstatshuvudstaden Perth. Antalet invånare är 3 168.
Runt Dunsborough är det glesbefolkat, med 13 invånare per kvadratkilometer.. Dunsborough är det största samhället i trakten. 
Trakten runt Dunsborough består till största delen av jordbruksmark. Genomsnittlig årsnederbörd är 1 201 millimeter. Den regnigaste månaden är maj, med i genomsnitt 210 mm nederbörd, och den torraste är januari, med 9 mm nederbörd.